# 羅莎·凱蕾庫
羅莎·凱蕾庫（Rosa Keleku，1995年1月16日—）是一名剛果民主共和國跆拳道運動員，主攻女子49公斤級項目。她曾獲得非洲運動會女子49公斤級亞軍。

## 外部連結
- taekwondodata.com （页面存档备份，存于）